# Gonodonta pseudamianta
Gonodonta pseudamianta är en fjärilsart som beskrevs av Todd 1959. Gonodonta pseudamianta ingår i släktet Gonodonta och familjen nattflyn. Inga underarter finns listade i Catalogue of Life.